# Suite rhapsodique
La Suite rhapsodique est une œuvre pour violon seul d'André Jolivet composée en 1965.

## Présentation
La Suite rhapsodique pour violon seul de Jolivet est composée en 1965 et créée le 9 février 1966 à Paris par le violoniste Devy Erlih.
À l'instar de la Suite en concert pour violoncelle seul, composée la même année, la Suite rhapsodique se signale « par une organisation clairement articulée tout en faisant référence aux genres et formes anciens ».
La suite comprend cinq mouvements :
1. Praeludio ;
2. Aria I ;
3. Intermezzo ;
4. Aria II ;
5. Finale.

La durée moyenne d'exécution de la Suite rhapsodique est de quinze minutes environ.